# Churchill Centre
Le Churchill Centre and Churchill Museum at the Cabinet War Rooms est un centre d'éducation et un musée consacré à Winston Churchill situé au Churchill War Rooms à Londres au Royaume-Uni.
Il a été créé en 1968 pour fournir aux nouvelles générations une éducation leur permettant de développer les compétences qu'avait Churchill : leadership, conscience d'État, vision, courage et hardiesse.